# Lado Leskovar
Vladimir ”Lado” Leskovar, född 23 mars 1942 i Ljubljana, är en slovensk sångare, skådespelare, journalist och politiker.
Leskovar började sin karriär som skådespelare. Han filmdebuterade i en mindre roll i filmen Kekec från 1951. Han fick sedan mer framträdande roller i filmerna Grajski biki (1967) och Kade po dozdot (1967). Som sångare släppte han sin första EP 1963.
Leskovar deltog för första gången i Jugovizija, den jugoslaviska uttagningen till Eurovision Song Contest, 1965. Han framförde då två bidrag; Sonata och Vetar s planine, som båda blev utan placering. Han återkom till tävlingen året därpå med bidraget Tvoj osmeh, som också blev utan placering. I Jugovizija 1967 framförde han Vse rože sveta och vann. I Eurovision Song Contest kom han på åttondeplats med sju poäng.
Leskovar har även arbetat som journalist för RTV Slovenija, Sloveniens public servicebolag, sedan 1980. Han var Unicef-ambassadör 1998. Inför parlamentsvalet 2008 ställde han upp som kandidat för det socialliberala partiet Zares.

## Diskografi

### EP
- Bil Sem Mlajši Kakor Ti (1963)
- Memfis Tenesi (1966)
- Vse rože sveta (1967)

### Singlar
- Hej Brigade/Zgodba O Puški Številka 503 (1970)
- Iz Dnevnika Jedne Žene/Dosta Je Igre (1970) – Tillsammans med Anica Zubović
- Gde Si Ti/Kako Ljubav Može Da Boli (1971)
- Še En Gvažek/Stari Zvonik (1972)
- Hladne Sarme Na Plitkom Tanjiru (1979)

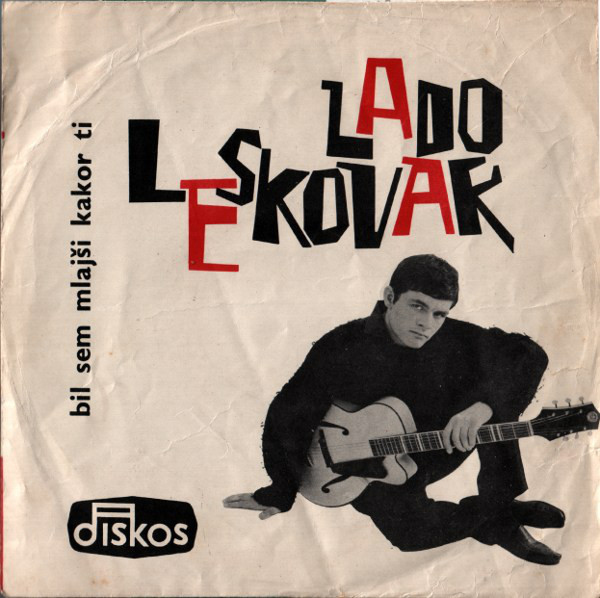
Bil sem mlajši kakor ti (1963)
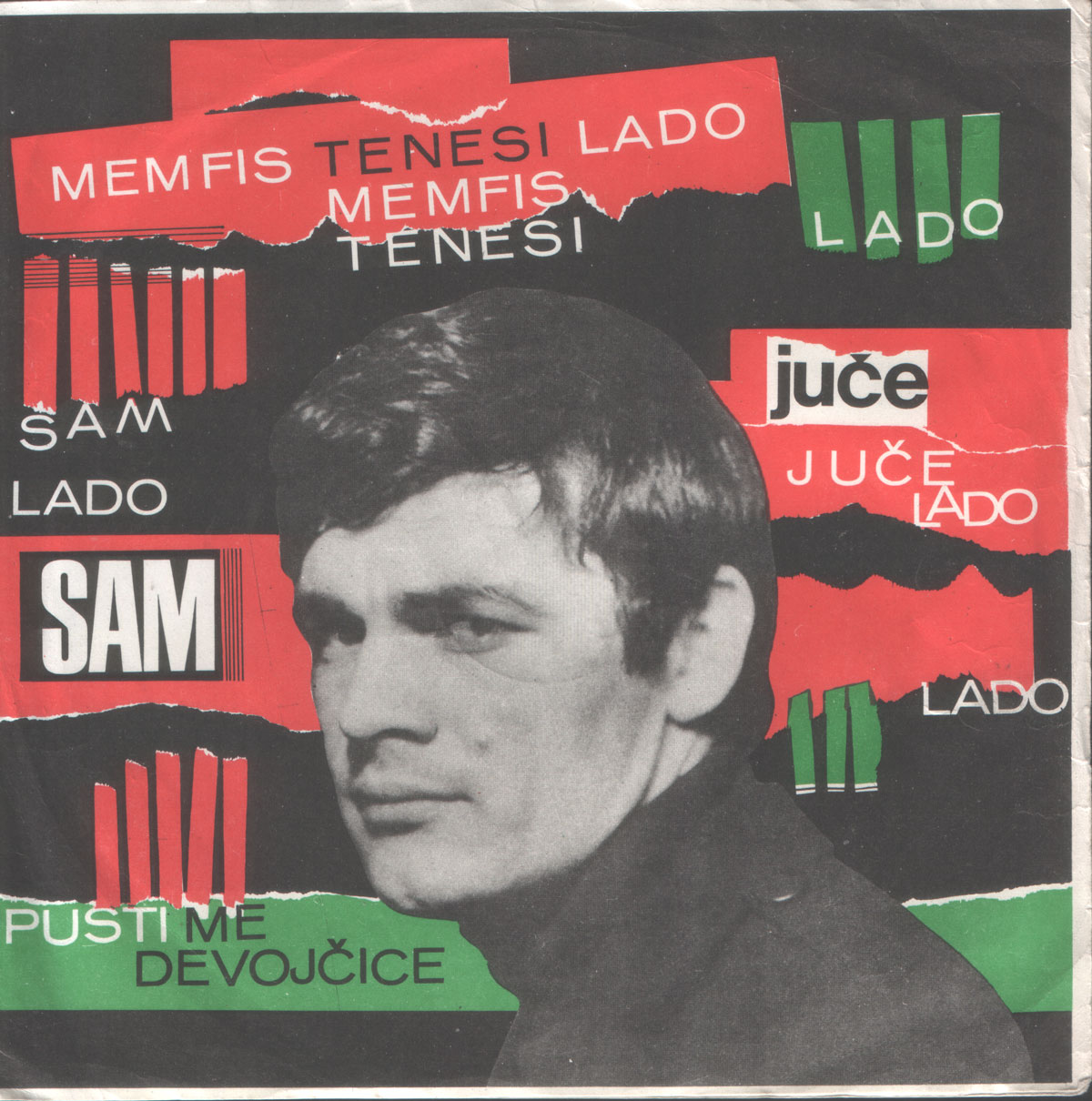
Memfis Tenesi (1966)
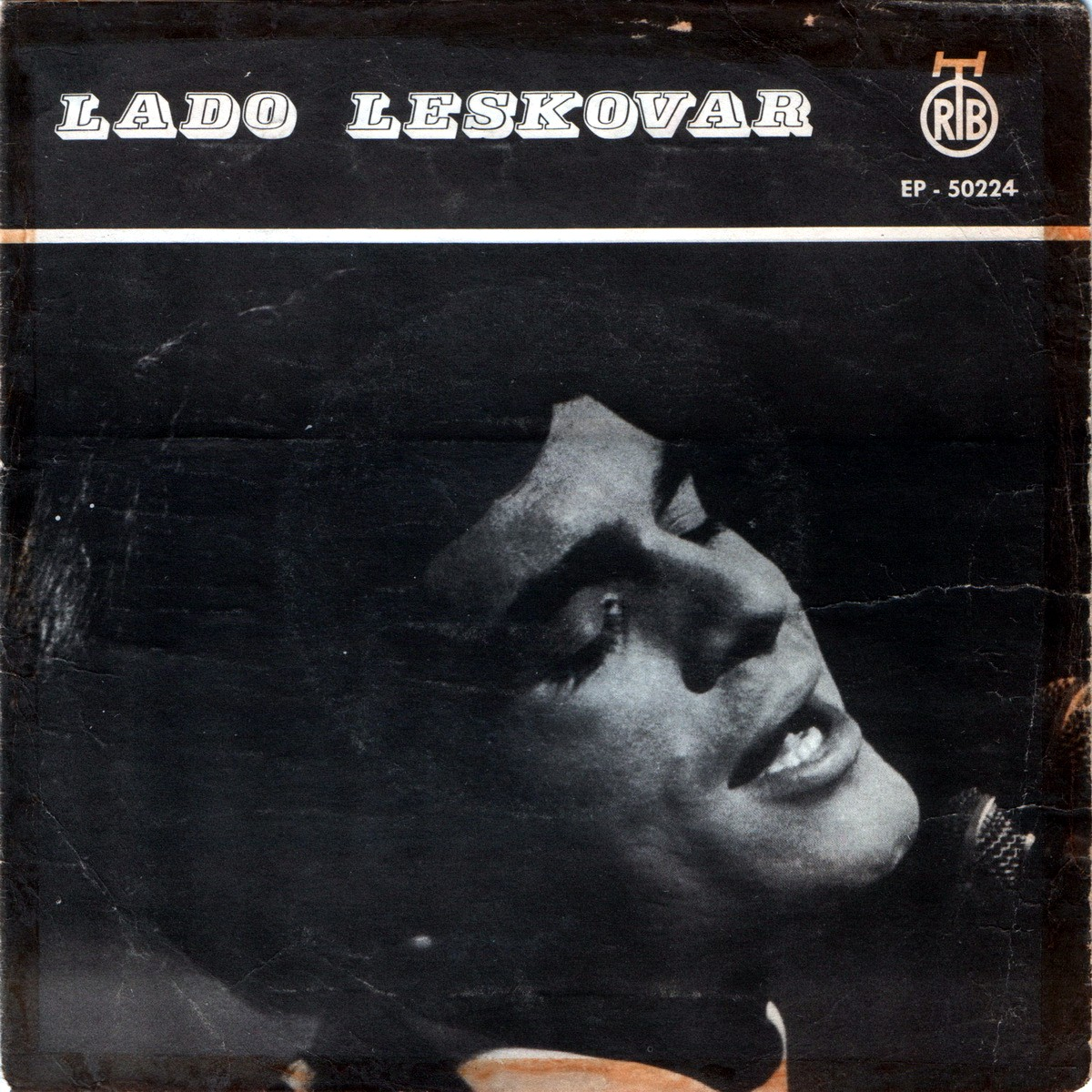
Vse rože sveta (1967)
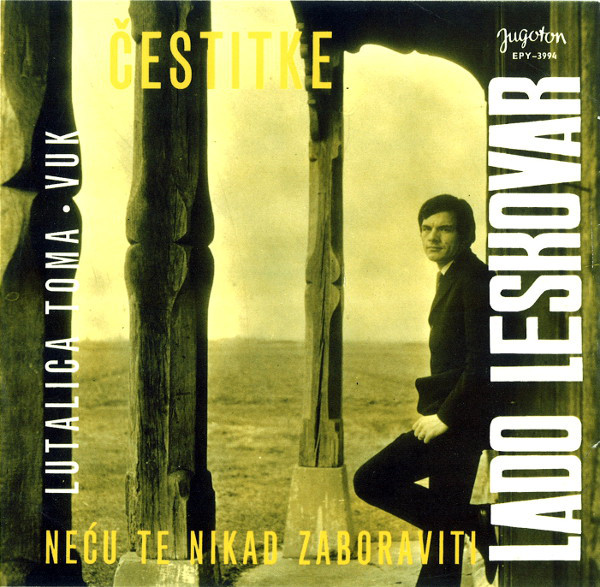
Čestitke (1968)
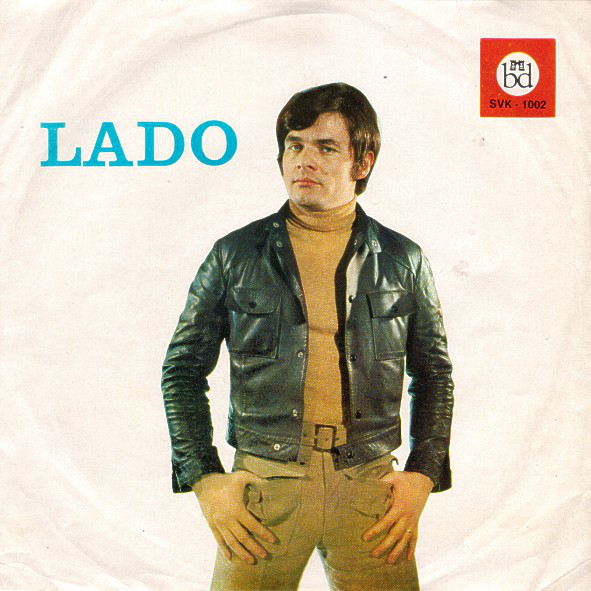
Hej brigade (1969)